# Río Aysén
El río Aysén es un río ubicado en la Región de Aysén del General Carlos Ibáñez del Campo, Chile. Se emplaza en los Andes Patagónicos Septentrionales.

## Trayecto
De la confluencia del río Simpson con el río Mañihuales, nace el río Aysén, que desemboca en el océano Pacífico, en el extremo Sureste del fiordo Aysén. Uno de los últimos tributarios antes de su desembocadura, se tiene el aporte hídrico del río Blanco Oeste, que escurre de sur a norte donde la cabecera se encuentra en el desagüe del lago Caro. El río Simpson se origina de varios afluentes menores en la región Subandina Oriental, en la línea limítrofe chileno-argentina. Los principales afluentes del río Simpson son los ríos; Coyhaique, Póllux, Oscuro, Blanco, Blanco Chico, Huemules, Baguales y Claro. Para el Río Mañihuales presenta una orientación de escurrimiento de norte a sur, luego toma una orientación hacia el Oeste. Sus principales afluentes son el río Ñirehuao y el río Emperador Guillermo.
La cuenca del río Aysén limita al norte con al cuenca del río Cisnes y al sur con la del río Baker.

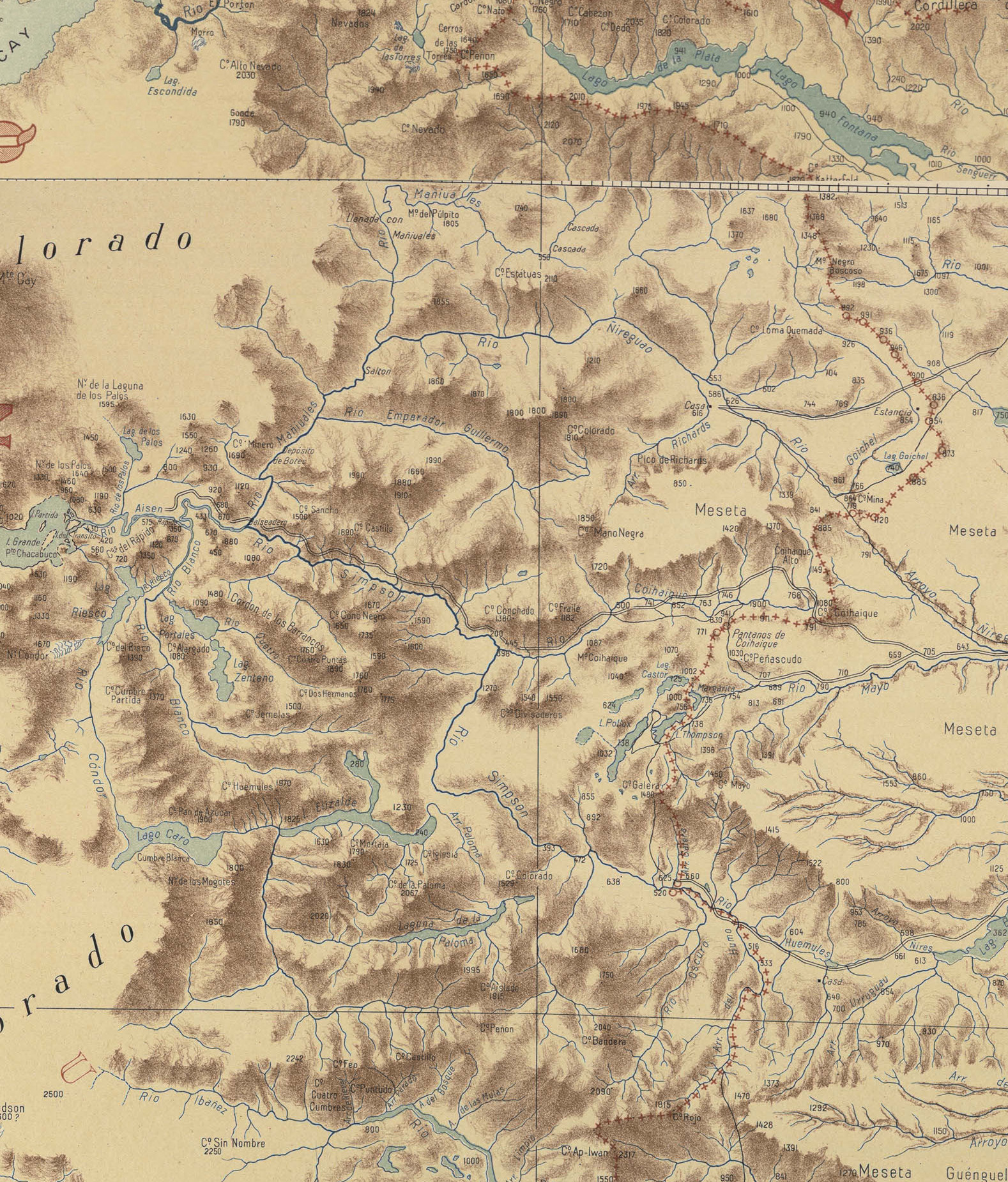
Cuenca del río Aysén en un compuesto de dos Mapas Provinciales Atlas Centenario. Los territorios al norte y al sur de su desembocadura eran inexplorados.

## Caudal y régimen
El río Aysén, que evacua las aguas superficiales de toda la cuenca, tiene un régimen mixto, con grandes crecidas tanto en invierno como en primavera, producto de lluvias y deshielos respectivamente. Los menores caudales se observan en el trimestre febrero, marzo, abril, período entre deshielos y lluvias invernales.: 62 

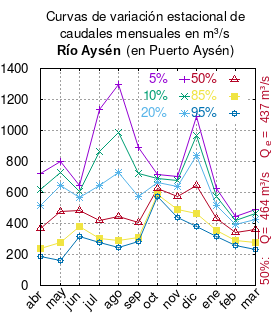
Curvas de variación estacional del río Aysén en Puerto Aysén, antes de la junta con el río Los Palos.

El caudal del río (en un lugar fijo) varía en el tiempo, por lo que existen varias formas de representarlo. Una de ellas son las curvas de variación estacional que, tras largos periodos de mediciones, predicen estadísticamente el caudal mínimo que lleva el río con una probabilidad dada, llamada probabilidad de excedencia. La curva de color rojo ocre (con {\displaystyle {\color {Red}\vartriangle }}) muestra los caudales mensuales con probabilidad de excedencia de un 50%. Esto quiere decir que ese mes se han medido igual cantidad de caudales mayores que caudales menores a esa cantidad. Eso es la mediana (estadística), que se denota Qe, de la serie de caudales de ese mes. La media (estadística) es el promedio matemático de los caudales de ese mes y se denota {\displaystyle {\overline {Q}}}. 
Una vez calculados para cada mes, ambos valores son calculados para todo el año y pueden ser leídos en la columna vertical al lado derecho del diagrama. El significado de la probabilidad de excedencia del 5% es que, estadísticamente, el caudal es mayor solo una vez cada 20 años, el de 10% una vez cada 10 años, el de 20% una vez cada 5 años, el de 85% quince veces cada 16 años y la de 95% diecisiete veces cada 18 años. Dicho de otra forma, el 5% es el caudal de años extremadamente lluviosos, el 95% es el caudal de años extremadamente secos. De la estación de las crecidas puede deducirse si el caudal depende de las lluvias (mayo-julio) o del derretimiento de las nieves (septiembre-enero).

## Historia
El río Aysén fue llamado río de los Desamparados por el jesuita José García Alsué, en una de las primeras exploraciones de los canales patagónicos en 1766-67. Alonso de Ovalle le llamó río de los Rabudos porque se suponía que sus orillas eran habitadas por indios con rabo. Risopatrón tiene en su Diccionario Jeografico una entrada para "Rabudos": Rabudos (Rio) 45° 25' Ha sido mencionado por Alonso de Ovalle (1646), Sansón d'Abbeville (1656), Blaen (1659), D'Anville (1748), Falkner (1775), Arrowsmith (1811) etc o va con el nombre de Los Barbudos. 2, 32, p. 183; i 1, 33, p. 212; 61, XLI, p. 391; i 111, n, p. 74.- Véase Aisen..
De su nombre actual se tienen varias explicaciones. José de Moraleda y Montero: Aysen es del idioma veliche significativo general de internacion i ya se ve que hacerla privativa o particular de aquel estero es lo mismo que suponer que es el que entra «mas tierra adentro» (es decir en comparación con los esteros de Palena, Tictoc y otros vecinos.): 78  Otros sostienen que "aysén" proviene de dialecto téuschen de los Aonikenk, de la voz "aíchirn" que significaba "curvo", "doblado".: 17–18 
El geógrafo Hans Steffen refiere en su obra que ya Alonso de Ovalle había mencionado en su Histórica relación del reino de Chile (1616) un río "que llaman de los Rabudos por una nacion de indios que dicen nacen alli con cola". Posteriormente figura en los mapas como "Barbudos". En 1763 ya se sabía que existían fuentes termales.: pág. 74-77 
En 1870 y 1871 el contraalmirante Enrique Simpson exploró los archipiélagos de las Guaitecas y de los Chonos, se internó por el río Aysén, realizando las primeras cartografías de la zona, descubriendo además una conexión de la zona costera hacia los valles interiores. En su curso inferior es navegable por embarcaciones menores.
En la ciudad de Puerto Aysén, cruza este río el puente Presidente Ibáñez, que con una extensión de 210 metros, es el puente colgante más largo de Chile y que es Monumento Nacional.
En 1891 Ramón Serrano Montaner escribió sobre el río en su "Derrotero":: 402 
Rio Aysen.—En el fondo del estero Aysen desemboca el rio del mismo nombre, el cual tiene 11 pies de agua en su boca, a baja marea, fondo que aumenta hasta 3 brazas una vez pasada la barra i que se mantiene así hasta 3 millas adentro. En este punto se halla la confluencia del rio principal, que viene del Este, con otro llamado de los Palos, que baja del Norte. Como 4 millas mas arriba de esta confluencia el rio deja de ser navegable i principian los rápidos insalvables para toda clase de embarcaciones. El rio ha sido esplorado hasta mui adentro de la cordillera pero aun que no se ha reconocido su orijen ni se ha alcanzado a salir de la rejion boscosa de los Andes.
Francisco Solano Asta-Buruaga y Cienfuegos escribió en 1899 en su Diccionario Geográfico de la República de Chile sobre el río:
Aisén.-—Río de regular caudal y extenso curso de la parte continental frente al archipiélago de Chonos. Tiene sus fuentes en la línea anticlinal de los Andes y corre hacia el O. con lento declive por no menos de 60 kilómetros hasta los 45° 24' Lat. y 72° 57' Lon., donde se convierte en un gran estero ó estuario, que continúa por unos 35 kilómetros más al mismo O. hasta desembocar en el canal de Moraleda por los 45° 22' Lat. y 73° 30' Lon.; tomando en este trayecto una anchura desde dos á cinco kilómetros. Toda esta parte es bastante honda y limpia para la navegación de buques medianos, y aun el mismo río presta facilidad para subirlo en embarcaciones menores. Sus márgenes, ceñidas de altas sierras, son quebradas y agrestes, pero pintorescas y abundantes en buenas maderas. Fué reconocido á fines del siglo pasado por el piloto Moraleda, y ha sido más particularmente explorado en 1872 por la expedición chilena del capitán Don Enrique M. Simpson.
El conocimiento de la cuenca del río Aysén fue el resultado de las exploraciones del geógrafo alemán Hans Steffen, como lo indica Pozo Ruiz:
Indudablemente,  el reconocimiento geográfico de la hoya del río Aisén se constituye en uno de los aportes más significativos de Hans Steffen. Esto acontecía en la temporada 1896-97. En esta oportunidad, Steffen y su equipo logran establecer que la cuenca del río Senguer y los lagos La Plata y Fontana que lo alimentan, se encuentran completamente separados por el divortium aquarum continental de la cuenca del río Aisén. En lo que respecta a este último, emprendió el estudio del brazo norte, hasta entonces enteramente inexplorado, bautizándolo como río Mañiguales. Al mismo tiempo, bautizó importantes alturas y cordones montañosos, a partir de lo cual, futuras comisiones lograron establecer fehacientemente el "divortium aquarum continental",  tesis  sustentada por Chile invocando el Tratado de Límites de 1881.  Como se sabe, el árbitro inglés decidió sobre la base de una línea que no sigue exactamente los criterios sostenidos por Chile o el de las altas cumbres sustentadas  por los peritos argentinos.
Luis Risopatrón lo describe en su Diccionario Jeográfico de Chile de 1924:: 14 
Aisen (Rio) 45° 25’ 72° 35’. De aguas verdes i trasparentes en condiciones normales, con dos especies de truchas en abundancia, es formado por los rios Mañiuales i Simpson; corre hácia el W serpentea en un valle espacioso, de varios kilómetros de ancho, cuyo fondo está ocupado por aluviones fluviales, cubiertos de espesa vejetacion, en el que se encuentra cipres i sobresales el coihue entre los árboles altos i una especia de quila en el monte bajo, hasta la desembocadura del rio Blanco, despues de la cual, hasta los rápidos, corre entre la orillas bajas i barrancosas, cuyos bordes están ocupados por una muralla no interrumpida de densas matas de colihues, detrás de los cuales se estiende el monte de árboles altos. Continúa a W en un valle, cerrado por una imponente pared de cerros en la parte S, con barrancos escarpados i en gran parte desprovistos de vejetacion i hácia el lado N, los cerros que están mas alejados, se acercan hasta el rio, en la desembocadura del de Los Palos i forman un morro alto, como un horno; el rio sigue entre orillas bajas, cubiertas del pangue, tepú, roble, arrayan i cipres menudo, espuestas a las inundaciones cerca de la boca, en la que tiene un brazo de 80 m de ancho, donde el agua corre con regular fuerza. Se puede pasar en botes, con marea creciente, la barra de su desembocadura i navegar el rio unos 15 kilómetros. Su largo i hoya hidrográfica totales alcanzan a 180 km i 11 860 km² i el gasto medio aproximado, a unos 300 m³ por segundo; en cartas antiguas se ha designado con los nombres de Rabudos o Barbudos. 2, 32, p. 183; 2, 33, p. 212; 61, XLI, p. 391; 110, p. 96 i 97; 111, II, p. 74, 104, 108 i 109; 134; 155, p. 15; i 156; Aysen en 60, p. 402; i de los Desamparados en 1, XIV, carte del Padre García (1766).
También, el mismo autor, señala uno de sus accidentes:: 791 
Salton (Rápido de El) 45° 24' 72° 57' Es el término inferior de una serie de correntadas de 1,5 kilómetro de estension, producidas por un escalón del lecho del curso inferior del rio Aisen, de 3 a 4 m de altura; está sembrado de grandes trozos de rocas, sobre las que las aguas se lanzan impetuosamente, entre terrenos bajos de aluvión, á unos 15 kilómetros de su desembocadura en el estero del misino nombre. 110, p. 97; i 111. II, p. 106 i vista; i Rápido en 154; i 156.

## Geomorfología
A nivel regional, el río Aysén se aloja en el margen NE de la Región Patagónica y Polar del Islandsis Antártico. Localmente, este río se ubica en la subregión morfológica de las Cordilleras Patagónicas Orientales con Ríos y Lagos de Control Tectónico y Hundimiento (Börgel, 1983), sobre la Cordillera de los Andes bajo el efecto estructurador de la tectónica y modelador de la intensa actividad glacial cuaternaria.
En el recorrido oeste a este del río Aysén se reconocen dos grandes unidades morfoestructurales, Cordillera Principal y la Precordillera. Se reconoce parcialmente una Cordillera Principal, correspondiendo a las cumbres más altas del área (> 2.000 m s.n.m.). Las rocas aflorantes corresponden a plutones graníticos. Además se tiene que la Precordillera corresponde a cordones montañosos con altitudes que no sobrepasan los 2.000 m s.n.m., adyacente a la Cordillera Principal. Está conformada por rocas volcanoclásticas y sedimentarias, marinas y continentales de edad meso-cenozoica (De la Cruz et al., 2003).

## Clima
El clima predominante en esta zona es el marítimo templado-frío y lluvioso. Se caracteriza porque la temperatura promedio del mes más cálido es inferior a 14 °C, los mínimos medios invernales no  alcanzan a 0 °C, hay más de cuatro meses con temperaturas sobre los 10 °C y las precipitaciones anuales son cercanas a los 3.000 mm, producto de los vientos generados por altas presiones, que  provienen principalmente desde el  Oeste (Westerlies), cargados de humedad en su largo trayecto oceánico descargan gran parte de ésta en las laderas de barlovento (Romero, 1985).

## Flora y fauna
El predominio  en esta zona es la región vegetal del  Bosque magallánico siempre verde, Se trata de una selva siempre verde, que se instala donde las precipitaciones son superiores a 2.000 mm. Las  especies dominantes son Nothofagus betuloides (coigue de Magallanes), Drimys winteri (canelo), Maytenus magellanica (leña dura), Pilgerodendron uvifera (ciprés de las Guaitecas) y Austrocedrus chilensis (ciprés de la Cordillera), Luma apiculada (Arrayán). En este bosque también se desarrolla gran cantidad de musgos, líquenes y helechos además de arbustos tales como Berberis ilicifolia (chelia), Berberis  microphylla (calafate), Fuchsia magallánica (Chilco) y Ribes magellanicum (zarzaparrilla).
La fauna presente en este sector de la cuenca, que corresponde al flanco oriental de la Cordillera Principal, se compone del puma del Sur (Puma concolor magellanicus) y en las partes inaccesibles quedan todavía algunos ejemplares de huemul (Hippocamellus b. bisulcus).

## Acceso
Existe una vía de acceso marítima, que es a través de la desembocadura del río Aysén, subiendo río arriba hasta conectar con la ciudad de Puerto Aysén. La ruta de acceso más frecuente es por vía terrestre, por la Ruta CH-240, que une las ciudades de Coyhaique y Puerto Aysén, sigue paralelo a la ribera del río Aysén, atravesando la Reserva nacional Río Simpson.